# Stoke-on-Trent
Stoke-on-Trent (sovint abreujat Stoke) és una ciutat de Staffordshire, Anglaterra, que forma una connurbació de gairebé 19 km de llargada amb una superfície de 93 km². Juntament amb Newcastle-under-Lyme i Kidsgrove, Stoke forma l'anomenada àrea urbana de The Potteries. Aquesta, al seu torn, sumada amb l'àrea rural de Staffordshire Moorlands, forma North Staffordshire, que el 2001 tenia 457,165 persones.
La connurbació és policèntrica, formada per la federació a principis del segle xx de sis pobles originalment separats i diversos llogarrets. El lloc del qual el poble federat (que no fou ciutat fins a 1925) prengué el nom va ser Stoke-upon-Trent, ja que era on es trobava l'administració principal i l'estació de trens més important. Després de la unió, Hanley esdevingué el centre de comerç principal de la ciutat, tot i els esforços per evitar aquest fet del seu rival Burslem. Els tres altres pobles que formaren la ciutat són Tunstall, Longton i Fenton.
Stoke-on-Trent és considerada la casa de la indústria de la terrissa d'Anglaterra i és sovint conegut com a The Potteries (les terrisseries). Antigament va ser un centre eminentment industrial, però avui en dia destaca més el sector terciari i els centres de distribució. La ciutat és una autoritat unitària amb alcalde escollit directament. Després d'un referèndum el 2008, però, el sistema polític de la ciutat podria canviar.